# Агопов, Микаэл
Микаэл Агопов (фин. Mikael Agopov; род. 5 марта 1978) — финский шахматист армянского происхождения, международный мастер (1999).
Двукратный чемпион Финляндии (2011 и 2015).
В составе сборной Финляндии участник 5-и Олимпиад (1998, 2008—2014) и 6-и командных чемпионатов Европы (1999, 2007—2015).

## Изменения рейтинга
| Графики недоступны из-за технических проблем. См. информацию на Фабрикаторе и на mediawiki.org. |